# 錦州南駅
錦州南駅 (きんしゅうみなみえき，英語:Jinzhou South Railway Station、中国語:锦州南站) は、中国の遼寧省錦州市にある中国鉄路総公司（CR）の鉄道駅である。瀋陽鉄道局所属の2等駅に設定されている。
貨物営業は行っていない。この駅を発着する列車は、2011年現在、和諧号か、韶山9 (改) 型電気機関車が牽引する旅客列車に限られている。

## 駅構造
2面4線の島式ホームと上りに1面の片式ホームを有する、合計3面5線の地上駅。ホームは副本線上に設けられており、本線は通過線となっている。

## 駅周辺
- 錦州南駅公安派出所
- 平价超市
- 錦州双明旅社
- 松山新区南駅第二小学

## 歴史
- 2003年 - 京哈線の一部となっている秦瀋旅客専用線の途中駅として開業した。
- 2012年11月 - 新駅舎使用開始。

## 隣の駅
中国鉄路総公司
京哈線（秦瀋旅客専用線）
葫芦島北駅 - 錦州南駅 - 盤錦北駅